# Chris Bart-Williams
Christopher Gerald "Chris" Bart-Williams (Freetown, 16 juni 1974 – 24 juli 2023) was een Engels betaald voetballer van Sierra Leonese afkomst. Bart-Williams speelde als offensieve middenvelder voor onder andere Sheffield Wednesday, Nottingham Forest en Charlton Athletic.

## Clubcarrière

### Leyton Orient en Sheffield Wednesday
Bart-Williams begon zijn professionele loopbaan bij Leyton Orient als zeventienjarige in 1991. Datzelfde jaar transfereerde de middenvelder, die doorgaans op de vleugel speelde, naar Sheffield Wednesday. Met Sheffield Wednesday was Bart-Williams actief in de Football League First Division en vanaf 1992 de Premier League. Op 12 april 1993 scoorde Bart-Williams een hattrick in de Premier League tegen Southampton, een 5–2 overwinning voor Sheffield Wednesday. In 1993 verloor Bart-Williams als invaller de finale van de FA Cup en de finale van de League Cup met Sheffield Wednesday. Beide finales werden gewonnen door Arsenal.

### Nottingham Forest
In 1995 verkaste Bart-Williams naar Nottingham Forest en was een sterkhouder. Met Forest was Bart-Williams opnieuw drie seizoenen actief in de Premier League (1995–1997, 1998–1999). Van 1999 tot 2002 speelde hij met de club in de Football League First Division, sinds 2004 de Football League Championship geheten.

### Charlton Athletic
Bart-Williams verruilde Nottingham Forest in de zomer van 2002 voor Charlton Athletic, nadat hij sinds december 2001 op huurbasis voor de club uitkwam. Met Charlton Athletic was Bart-Williams voor het laatst actief in de Premier League, van 2001 tot 2003.

### Ipswich Town
Vervolgens vertrok hij naar Ipswich Town, een tweedeklasser. In september 2003 werd de transfer van Bart-Williams naar Ipswich Town definitief afgerond. In eerste instantie was er namelijk sprake van een huurovereenkomst.

### Latere carrière
Bart-Williams verhuisde naar Zuid-Europa, waar hij zijn loopbaan zou afsluiten bij achtereenvolgens het Cypriotische APOEL Nicosiaen het Maltese Marsaxlokk.
Bart-Williams overleed op 49-jarige leeftijd, op dezelfde dag als zijn voormalige trainer bij Sheffield Wednesday Trevor Francis.

## Erelijst
| Competitie                     |                   |                   |
| Competitie                     | Aantal            | Jaren             |
| Nottingham Forest              | Nottingham Forest | Nottingham Forest |
| ------------------------------ | ----------------- | ----------------- |
| Football League First Division | 1×                | 1997/98           |